# Tine Kavčič
Tine Kavčič, slovenski nogometaš, * 16. februar 1994.
Kavčič je profesionalni nogometaš, ki igra na položaju branilca. Od leta 2024 je član slovenskega kluba ND Bilje. Ped tem je igral za slovenska kluba Gorico in Brda, italijanske Gemonese 1919, Virtus Bolzano in Atletico Uri, hrvaško Opatijo in avstrijski Ritzing. Skupno je v prvi slovenski ligi odigral 155 tekem in dosegel štiri gole. Z Gorico je osvojil slovenski pokal leta 2014. Leta 2016 je odigral pet tekem za slovensko reprezentanco do 21 let.